# Boro (Formula–1)
A Boro egy már megszűnt Formula–1-es konstruktőr. A csapatot 1976-ban alapította a Hoogenboom testvérpár, Bob és Rody, kettejük első két betűje lett az istálló neve. 1976-ban és 1977-ben indultak versenyeken.

## Teljes Formula–1-es eredménylistája
(Táblázat értelmezése)

(Félkövér: pole-pozícióból indult; dőlt: leggyorsabb kört futott) 

| Év   | Kasztni          | Motor             | Gumi | Versenyző     | 1   | 2   | 3   | 4   | 5   | 6   | 7   | 8   | 9   | 10  | 11  | 12  | 13  | 14  | 15  | 16  | 17  | Pont | Poz. |
| ---- | ---------------- | ----------------- | ---- | ------------- | --- | --- | --- | --- | --- | --- | --- | --- | --- | --- | --- | --- | --- | --- | --- | --- | --- | ---- | ---- |
| 1976 | Boro Ensign N175 | Ford Cosworth DFV | G    |               | BRA | RSA | USW | ESP | BEL | MON | SWE | FRA | GBR | GER | AUT | NED | ITA | CAN | USA | JPN |     | 0    | NC   |
| 1976 | Boro Ensign N175 | Ford Cosworth DFV | G    | Larry Perkins |     |     |     | 13  | 8   | DNQ | Ret |     |     |     |     | Ret | Ret |     |     |     |     | 0    | NC   |
| 1977 | Boro 001         | Ford Cosworth DFV | G    |               | ARG | BRA | RSA | USW | ESP | MON | BEL | SWE | FRA | GBR | GER | AUT | NED | ITA | USA | CAN | JPN | 0    | NC   |
| 1977 | Boro 001         | Ford Cosworth DFV | G    | Brian Henton  |     |     |     |     |     |     |     |     |     |     |     |     | DSQ | DNQ |     |     |     |      | NC   |